# Jules Boissière
 (mai 2023).
Jules Boissière (né le 12 avril 1863 à Clermont-l'Hérault en France, mort le 12 août 1897 à Hanoï au Vietnam) est un écrivain et journaliste français.

## Biographie
Après des études à Montpellier, il commence à publier à l’âge de 20 ans des recueils de poésie influencés par l’œuvre de Stéphane Mallarmé. Il s’installe à Paris et devient journaliste pour le quotidien radical-socialiste de Georges Clemenceau, La Justice. En 1886, il devient secrétaire de Paul Vial et s’embarque pour l'Indochine où il sert comme commis de Résidence auprès de Paul Bert, gouverneur civil de l'Annam et du Tonkin. Il effectue son service militaire en Indochine, combat avec le 11e bataillon de chasseurs, puis devient fonctionnaire dans le corps des administrateurs. Il exerce ses fonctions à Hué et Saïgon où il apprend l'annamite et le chinois et fait l’expérience de l'opium qu'il considère comme un fondement de la compréhension des cultures et des civilisations d’Extrême-Orient. 
Dès 1890 il commence la publication des Souvenirs d'Indochine dans l'imprimerie "L'Avenir du Tonkin" sous le pseudo de "Khou-Mi, gardien de pagode".
En 1891, il rentre en France après avoir passé cinq ans en Indochine, se marie et revient en 1892 avec sa femme au Tonkin. Il prend alors la direction de la Revue indochinoise lancée en 1893 où paraissent des articles et des nouvelles d'auteurs tel qu'Eugène Pujarniscle. Lors de son congé suivant, en 1895, il rapporte en France le manuscrit de Fumeurs d'opium qui est publié la même année par Flammarion. Il rentre au Tonkin où il est promu au rang de vice-résident de 1re classe. Il meurt brutalement en 1897, à l'âge de 34 ans d'une occlusion intestinale.

## Œuvres
Œuvres originales
- Devant l'énigme, Lemerre, 1883
- Provensa!, 1887
- Carnet d'un soldat, in L'Avenir du Tonkin, 1889
- Propos d'un intoxiqué, Imprimerie de l'Avenir du Tonkin, 1890
- L'Indo-Chine avec les Français 1893
- Fumeurs d'opium, Flammarion, 1896
- (oc) Li gabian, 1899[1]
- Une garce, Charpentier, 1900
- Propos d'un intoxiqué, éditions Zanzibar, 1995 (conférence donnée le lundi 1er juin 1908, au siège du Congrès, Comité des congrès coloniaux français)  (ISBN 2-911314-01-8)

Rééditions
- Propos d'un intoxiqué, Louis Michaud, 1896 (1re éd. 1890)
- Fumeurs d'opium, Louis Michaud, 1909 (1re éd. 1896), édition illustrée par Geo Dorival
- Propos d'un intoxiqué, Louis Michaud, 1911 (1re éd. 1890)
- Fumeurs d'opium, comédiens ambulants, Vald Rasmussen, 1925 (préface de Thérèse Boissière) (1re éd. 1896)
- Fumeurs d'opium, Jean Terquem, 1926 (1re éd. 1896), édition illustrée par Henri Le Riche, lire en ligne sur Gallica
- Propos d'un intoxiqué, édition bibliophilique enrichie de lithographies de Gaston Prost d'après Tsugouharu Foujita, 97 exemplaires numérotés, Javal et Bourdeaux éditeurs, 1928
- Peno de gabian, L'Astrado", coll. "Lou Chivau alu"/"Le Cheval ailé", 1977 (Extrait de Li Gabian/Les Goélands)  (ISBN 2-85391-010-5)
- Fumeurs d'opium, comédiens ambulants, les génies du mont Tân-Vien et autres nouvelles, Kailash, coll. "Biblioteca exotica", 1993 (1re éd. 1896)  (ISBN 2-909052-20-6)
- Dans la forêt, in Indochine. Un rêve d’Asie, Omnibus, 1995  (ISBN 2-258039-20-7)
- La Prise de Lang-Xi, in Indochine. Un rêve d’Asie, Omnibus, 1995  (ISBN 2-258039-20-7)
- Propos d'un intoxiqué. Souvenirs d'Indochine, Mille et Une nuits, coll. "Mille et Une nuits", 1997 (1re éd. 1890)  (ISBN 2-84205-170-X)
- Dans la forêt, in Indochine. Un rêve d’Asie, Omnibus, 2000  (ISBN 2-258039-20-7)
- La Prise de Lang-Xi, in Indochine. Un rêve d’Asie, Omnibus, 2000  (ISBN 2-258039-20-7)
- Fumeurs d'opium, comédiens ambulants, les génies du mont Tân-Vien et autres nouvelles, Kailash, coll. "Les exotiques", 2005 (1re éd. 1896)  (ISBN 2-84268-124-X)
- Opium, Magellan et Cie, coll. "Heureux qui comme...", 2008  (ISBN 978-2-35074-082-9)